# Miroszlav Resko
Miroszlav Resko (ukránul: Мирослав Решко; Munkács, 1970. augusztus 18. –) ukrán labdarúgó. Első NB I-es mérkőzése 1995. március 4. Stadler FC - FC Fehérvár volt, ahol csapata szoros mérkőzésen 0–0-s döntetlent ért el a székesfehérvári klubtól.

## Sikerei, díjai
- Stadler FC:
- Magyar bajnoki 9. hely: 1995, 1996
- Magyar kupa negyeddöntős: 1995
- BVSC Budapest:
- Magyar bajnoki 17. hely: 1999
- Magyar kupa - 32 közé jutott: 1999